# Too Late (Via del blues)
Too Late è la prima esperienza in studio della Via del blues.
Pubblicato originariamente come demotape nel 1983, l'album è composto da cover di brani blues e fu presentato all'interno della trasmissione televisiva RAI Una vacanza a Fasano.
Nel 2017 è stato rimasterizzato e pubblicato nei formati CD e Digital download con l'aggiunta di due tracce bonus.

## Tracce
1. Too Late (Willie Dixon, Charles Brown, John Phillips)
2. Tears Came Rollin' Down (Henry Townsend)
3. Baby, Please Don't Go (Big Joe Williams)
4. I'd Rather Drink Muddy Water[2] (Eddie Miller)
5. Sad Song (Will Tilghman)
6. I Want to Be Loved (Willie Dixon)
7. Hey Little Girl (Big Joe Turner)
8. Parchman Farm (Bukka White, Mose Allison)
9. Squeeze Me (Fats Waller, Clarence Williams) (bonus track)
10. Some Day the Sun Won't Shine for You (Ian Anderson) (bonus track)

## Formazione
- Gino Giangregorio - voce, chitarra, cori
- Dino Panza - armonica
- Mimmo Bucci - chitarra
- Roberto Andreini - basso
- Ciro Neglia - batteria, cori

## Altri musicisti
- Antonio Lopiano - Pianoforte in Squeeze Me
- Liborio Martorana - Voce in Some Day the Sun Won't Shine for You

## Produzione
- Via del blues - produzione
- Leo Salvemini - registrazione
- Leo Salvemini - missaggio
- Gaetano Quarta - mastering edizione CD
- Gaetano Quarta - copertina edizione CD